# Eric Money
Eric V. Money (Detroit, Míchigan, 6 de febrero de 1955) es un exjugador de baloncesto estadounidense que jugó durante seis temporadas en la NBA. Con 1,83 metros de estatura, lo hacía en la posición de base.

## Trayectoria deportiva

### Universidad
Jugó durante dos temporadas con los Wildcats de la Universidad de Arizona, en las que promedió 18,5 puntos, 4,3 asistencias y 2,7 rebotes por partido. En su primer partido como universitario, disputado ante Cal State-Bakersfield, consiguió 37 puntos, un récord de anotación de los Wildcats en un primer partido de carrera. Su promedio anotador es el mayor de cualquier base que haya pasado por su universidad. En sus dos temporadas fue elegido el mejor jugador de su equipo, e incluido en ambas en el segundo mejor quinteto de la Western Athletic Conference.

### Profesional
Fue elegido en la trigésimo tercera posición del Draft de la NBA de 1974 por Detroit Pistons, y también por Denver Rockets en la séptima ronda del draft de la ABA, fichando por los primeros. Jugó durante cuatro temporadas con los Pistons, alcanzando la titularidad en la última de ellas, la 1977-78, que sería su mejor campaña a nivel estadístico, ya que promedió 18,6 puntos y 4,7 asistencias por partido.
Antes del inicio de la temporada siguiente fue traspasado a New Jersey Nets a cambio de Kevin Porter, pero mediada la misma fue enviado junto con Al Skinner a Philadelphia 76ers a cambio de Harvey Catchings y Ralph Simpson. En los Sixers se vio de nuevo relegado al banquillo, aun así acabó la temporada con unos aceptables 11,8 puntos y 3,6 asistencias por encuentro. Tras disputar tan sólo 6 partidos de la siguiente temporada, fue cortado, regresando como agente libre a los Pistons. Allí volvió a conseguir minutos de juego, pero al término de la misma optó por retirarse.

## Estadísticas de su carrera en la NBA

### Temporada regular
| Temporada | Edad | Equipo       | Liga | P   | TIT | MIN  | TC  | TCA  | %TC  | 3P  | 3PA | %3P | TL  | TLA | %TL   | R.OF. | R.DEF. | REB | ASIS | ROB | TAP | PER | FP  | PTS  |
| 1974-75   | 19   | Detroit      | NBA  | 66  |     | 13.5 | 2.2 | 4.8  | .451 |     |     |     | 0.5 | 0.7 | .689  | 0.4   | 0.9    | 1.3 | 1.5  | 0.5 | 0.0 |     | 1.8 | 4.8  |
| 1975-76   | 20   | Detroit      | NBA  | 80  |     | 28.3 | 5.6 | 11.8 | .474 |     |     |     | 1.8 | 2.3 | .806  | 1.0   | 1.6    | 2.6 | 4.2  | 1.7 | 0.1 |     | 3.0 | 13.0 |
| 1976-77   | 21   | Detroit      | NBA  | 73  |     | 21.7 | 4.5 | 8.6  | .521 |     |     |     | 1.2 | 1.6 | .789  | 0.6   | 1.1    | 1.7 | 3.3  | 1.2 | 0.2 |     | 2.7 | 10.2 |
| 1977-78   | 22   | Detroit      | NBA  | 76  |     | 33.6 | 7.9 | 15.8 | .500 |     |     |     | 2.8 | 3.9 | .718  | 1.2   | 1.6    | 2.8 | 4.7  | 1.6 | 0.2 | 4.2 | 3.1 | 18.6 |
| 1978-79   | 23   | TOTAL        | NBA  | 70  |     | 28.3 | 6.3 | 12.8 | .497 |     |     |     | 2.4 | 3.4 | .717  | 1.0   | 1.3    | 2.3 | 4.7  | 1.2 | 0.2 | 3.4 | 2.9 | 15.1 |
| 1978-79   | 23   | New Jersey   | NBA  | 47  |     | 30.5 | 6.9 | 14.4 | .481 |     |     |     | 2.9 | 3.9 | .743  | 1.2   | 1.5    | 2.7 | 5.3  | 1.6 | 0.2 | 3.5 | 2.8 | 16.7 |
| 1978-79   | 23   | Philadelphia | NBA  | 23  |     | 23.7 | 5.2 | 9.4  | .548 |     |     |     | 1.5 | 2.3 | .630  | 0.7   | 1.0    | 1.6 | 3.6  | 0.6 | 0.1 | 3.0 | 3.0 | 11.8 |
| 1979-80   | 24   | TOTAL        | NBA  | 61  |     | 25.4 | 4.5 | 9.0  | .500 | 0.0 | 0.0 |     | 1.4 | 1.7 | .783  | 0.5   | 1.2    | 1.7 | 4.2  | 0.9 | 0.2 | 2.5 | 2.4 | 10.3 |
| 1979-80   | 24   | Philadelphia | NBA  | 6   |     | 13.7 | 2.3 | 6.0  | .389 | 0.0 | 0.0 |     | 0.3 | 0.3 | 1.000 | 0.5   | 0.7    | 1.2 | 2.7  | 0.0 | 0.2 | 2.0 | 1.8 | 5.0  |
| 1979-80   | 24   | Detroit      | NBA  | 55  |     | 26.7 | 4.7 | 9.3  | .508 | 0.0 | 0.0 |     | 1.5 | 1.9 | .779  | 0.5   | 1.3    | 1.8 | 4.3  | 1.0 | 0.2 | 2.6 | 2.5 | 10.9 |
| Total     |      |              | NBA  | 426 |     | 25.4 | 5.3 | 10.6 | .494 | 0.0 | 0.0 |     | 1.7 | 2.3 | .748  | 0.8   | 1.3    | 2.1 | 3.8  | 1.2 | 0.1 | 3.4 | 2.7 | 12.2 |

### Playoffs
| Temporada | Edad | Equipo       | Liga | P  | MIN | TCA | TC  | 3PA | 3P | TLA | TL | R.OF. | REB | ASIS | ROB | TAP | PER | FP | PTS | %TC  | %3P | %FT  | MIN  | PTS  | REB | AST |
| 1975-76   | 20   | Detroit      | NBA  | 9  | 273 | 48  | 105 |     |    | 17  | 21 | 10    | 22  | 51   | 14  | 1   |     | 36 | 113 | .457 |     | .810 | 30.3 | 12.6 | 2.4 | 5.7 |
| 1976-77   | 21   | Detroit      | NBA  | 3  | 103 | 22  | 44  |     |    | 11  | 13 | 2     | 9   | 20   | 6   | 0   |     | 9  | 55  | .500 |     | .846 | 34.3 | 18.3 | 3.0 | 6.7 |
| 1978-79   | 23   | Philadelphia | NBA  | 8  | 129 | 26  | 61  |     |    | 2   | 4  | 6     | 11  | 22   | 3   | 0   | 22  | 17 | 54  | .426 |     | .500 | 16.1 | 6.8  | 1.4 | 2.8 |
| Total     |      |              | NBA  | 20 | 505 | 96  | 210 |     |    | 30  | 38 | 18    | 42  | 93   | 23  | 1   | 22  | 62 | 222 | .457 |     | .789 | 25.3 | 11.1 | 2.1 | 4.7 |